# Сердюк Олександр Михайлович
Олександр Михайлович Сердюк (нар. 7 листопада 1982, Харків) — український художник, живописець, графік, педагог, громадський діяч, член Національної спілки художників України (2010), Заслужений діяч мистецтв України (2018).
Мистецтво Олександра Сердюка розмаїте за жанрами, стилістикою та художньою манерою. Живописець, графік, педагог, громадський діяч — у своїй творчості він пройшов усі класичні етапи становлення митця від професійного оволодіння рисунком та реалістичним живописом до формального вирішення живописної площини, абстракції та узагальнення. Творчий доробок художника представлений творами широкого часового діапазону, що за способом пізнання та відображення дійсності демонструють його творчу еволюцію. Індивідуальний художній та етичний погляд Олександра Сердюка складався в середовищі Харкова, де його наставником у мистецтві став видатний художник, академік Академії мистецтв України Віктор Гонтарів.

## Біографія
Народився Олександр Сердюк 7 листопада 1982 року в Харкові в родині професійних художників. Батько — викладач живопису і рисунку в Харківському художньому училищі, мати — шкільна вчителька малювання. Професійну художню освіту здобув в Харківському художньому училищі (1997—2002 роки) та Харківській державній академії дизайну і мистецтв (2002—2008 роки). З 2010 року став членом Національної спілки художників України. У 2018 році отримав почесне звання Заслужений діяч мистецтв України.
Виставкову діяльність митець розпочав у 1999 році, ще навчаючись у художньому училищі. Брав участь в обласних та всеукраїнських виставках, де на огляд публіки виставляв свої рисунки. Найвдаліші з них були високо оцінені членами журі студентських конкурсів з рисунку. Серед них триптих «В майстерні», «Баба Марина», «Дід Петро та шпаки», «Просто літо», «Пейзаж з млином», «Харківський мотив», «Натюрморт з самоварами», «Натюрморт з іконами», «Натюрморт з крабами», «Дім, в якому ніхто не живе». У творчому доробку художника (до 2022 року) — одинадцять персональних виставок в Україні, Німеччині, США і Тайвані.
Олександр Сердюк впевнено займає своє місце в сучасному українському мистецтві. Він пройшов усі етапи професійного становлення. Досконало оволодівши рисунком в художньому училищі, переконливо проявив себе в реалістичному живописі і викристалізував індивідуальну творчу манеру в роботах циклу «Сучасна архаїка» узагальнено-постмодерністського характеру. Широкий діапазон творчості від мініатюрних інтимних портретів 15х15 см до широкоформатних історичних панно 200х400 см засвідчують широкий розмах його живописної майстерності. Велика географія виставок від України до Тайваню і США підтверджують визнання його таланту далеко за межами рідного Харкова.
Художник не створює декоративних інтер'єрних робіт. Він шукає і знаходить сенси в простих сюжетах. Його роботам притаманні три виміри: естетика подачі, глибина умовного простору та поштовх до мислення. Митець не створює просто красиві картинки. Він шукає змістовного підтвердження своїм діям у живописних роботах, вкладаючи частину свого життя в кожну із них.

## Творчість
Творчість Олександра Сердюка можемо класифікувати за трьома критеріями:
1.  За хронологією: студійний період (реалістично трактовані графічні та живописні твори, виконані під час навчання в художньому училищі та академії мистецтв, 1997—2008 роки); ранній період (твори, виконані по завершенні академії мистецтв під впливом учителя В. Гонтаріва, 2009—2017 роки); зрілий період (одно- та багатофігурні композиції, натюрморти, виконані в індивідуальній манері постмодерністського спрямування, 2018—2022 роки).
2.  За стилістикою: реалістичний та постмодерністський періоди.
3.  За жанрами: портрет, у тому числі й автопортрет, пейзаж, натюрморт, історична картина, ню, сюжетна картина, алегорична фігуративна композиція постмодерністичного трактування.

### Автопортрет
У живописному доробку художника, не враховуючи навчальні студії, один автопортрет. Це полотно розміром 70х35 см, створене в 2016 році. На фронтальному поплічному зображенні бачимо художника у фетровому капелюсі та коричневій спортивній кофті з капюшоном. Він закриває обличчя обома руками і крізь пальці дивиться на глядача. Ретельно прописані усі елементи і деталі, майстерно намальовані руки, що є показником високого професіоналізму та мистецької культури. Тло декоративне, збагачене кольоровими плямами та тональними переходами. У формальному вирішенні образу художник застосував прийом контрасту фактур і текстур, завдяки чому досягнув переконливого розкриття сюжету. Тло картини помережане рисками, плямами, фактурними нашаруваннями фарби — це своєрідний шум, хаос, що оточує художника, мерехтіння думок і рутини життя, які щодня доводиться вирішувати. Сам портрет прописано делікатно, гладким шаром фарби із лесуваннями, що символізує зовнішню, показову сторону життя художника — вивірену, спокійну, врівноважену. Професійний, продуманий підхід до вирішення образу дозволив створити переконливий твір високої живописної культури. Робота нині зберігається в приватній колекції родини Яновичів, засновників київського центру сучасного мистецтва «Білий Світ».

### Портрет
Портрети Олександра Сердюка приваблюють вродженим естетизмом, тонко підібраним колоритом, що по-особливому передає характер портретованого. Художник знаходить цікаві ракурси, виважені композиційні рішення. Найчастіше натурою для портретів виступає дружина митця Олена, яка стала музою художника ще до одруження. В академічній манері виконано ранній поясний портрет «Олена» (2005 рік), створений ще під час навчання в Харківській академії мистецтв. Чітко продумана і виважена композиція твору. Дівчину зображено сидячою на стільці в тричетвертному повороті. Біла блуза контрастує з чорним волоссям дівчини. Нейтральне тло стіни доповнюється коричневим спалахом спинки стільця та яскравим червоним акцентом квітки маку в руках.
У стилі старих майстрів виконано портрет дружини під назвою «Весна». Це невелике полотно 15х25 см. Художник зображує жінку в профіль. За принципом золотого перетину зміщує обличчя ліворуч від центральної осі, а всю праву частину полотна заповнює розкішним волоссям дружини, щедро декорованим білими й червоними стилізованими квітами. Спокійний, лагідний погляд спрямований вдалечінь, вираз обличчя врівноважений, самозаглиблений. Вирішення образу перегукується з образом Венери Сандро Ботічеллі. У портреті «Весна» дружина художника нагадує не земну жінку, а скоріше давньогрецьку богиню, народжену з піни морської. Ретельно відібрані зображальні елементи творять розмірений, тонко вивірений ритм. Зовні портрет ніби статичний, але затаєна енергія руху наповнює його прихованим сенсом, жінка постає як реальна, і водночас казкова. Рух пластичної форми співзвучний руху думки митця. Виразні риси обличчя, спокій і велич погляду відповідають канону гармонії і краси, розробленому ще Поліклетом і Праксителем.
Надзвичайною ніжністю і любов'ю сповнені портрети доньки художника Марії. Це три картини невеликого формату, виконані в 2016 році. У картині «Гра» дівчинка закриває обличчя двома долонями, визираючи одним оком між пальчиками, ніби ховаючись, дивиться на глядача. Світлий теплий колорит картини побудований на поєднанні кремово-коричневих тонів обличчя і волосся дівчинки із рожевим кольором кофтини та нейтральним синьо-сірим кольором імпрематури, який місцями проступає в композиції і тримає в цілісності кольоровий лад твору.
На портреті «Марія» дівчинку зображено в сидячій позі зі складеними на колінах руками в білому платтячку та заквітчаній ромашками хустині. Волосся заплетене в дрібні косички, прикрашені світлими стрічками. Фігура розвернута до глядача у три чверті. Корпус тіла та голова трохи нахилені вперед. Дівчинка заглибилася в дитячі мрії й роздуми.
У поясному портреті «Донька» художник зображує дівчинку із двома метеликами. Один із них, жовтий, присів на дитяче плече, а другий, синьо-червоний, зупинив свій політ на складеній в кулачок руці дівчинки. У виразі очей та невимушеній позі прочитується стриманість дитячого характеру. Художник зумів вловити скороминуче — момент дитинства, який ніби проектується на майбутнє. Картина викликає відчуття радості миті, непідробного моменту дитячої гри, зацікавленості пізнанням світу. Усі дитячі портрети Олександра Сердюка є джерелом натхнення для художника, символом ніжності й чистоти, щастя і радості, повноти життя.
В портретному жанрі виконано цикл робіт під назвою «Крізь пальці». Ідея композиції такого роду виникла в художника під час робочої поїздки до Китаю в 2013 році, куди на запрошення китайських студентів Харківської академії мистецтв він був скерований викладати рисунок та живопис. Знімаючи місцевих жителів на фотоапарат, митець помітив, що вони часом закривали обличчя руками. Це спонукало художника задуматись, наповнити прості речі новими сенсами та перенести побачене на полотно. Таким чином виник цикл живописних творів, до якого увійшло шість робіт, у тому числі автопортрет та портрет доньки. Один із цих творів, а саме «За закритими долонями», було представлено в 2022 році на виставці «Ukrainian Arts Show» в Українському католицькому катедральному соборі в Лондоні.
Глибина образів Олександра Сердюка поєднується з високою майстерністю композиційного вирішення, артистичністю живописного виконання. Міміка, жести, вираз очей, пози, вбрання, тло, обрамлення. Усі ці компоненти портретного зображення підпорядковуються основній меті — розкриттю характеру портретованого, глибокому проникненню в його внутрішню сутність.

### Історична картина
Протягом тривалого часу Олександр Сердюк працював над створенням картин на історичні теми, присвячені, головним чином, кобзарям, Т. Шевченкові, Г. Сковороді та минулому Харківщини.
Історичні картини художника ще в час навчання в академії мистецтв демонструють бажання створити щось значуще. Пластичний «вишкіл» дозволив створити епічно-монументальні твори, серію історико-філософських панорам, сповнених почуття сили і значимості життя. У творчому доробку Олександра Сердюка шість полотен великого формату на історичну тематику: «Світ ловив мене, та не спіймав» (120х100 см), «Сон Тараса» (200х400 см), «Булава Кирила Розумовського» (180х360 см), «Дума про кобзарів» (200х420 см), «Мені тринадцятий минало» (116х150 см), «Перші слобожани» (200х400 см). Кожній з робіт передувало вивчення історії, глибоке теоретичне осмислення сюжету, створення серії ескізів для пошуку композиції та діючих персонажів. Усі твори цього циклу були представлені на експозиції масштабного всеукраїнського бієнале «Україна від Трипілля до сьогодення в образах сучасних художників». Цей проект, заснований в 2004 році українським художником Олександром Мельником, дотепер успішно реалізовує свою головну мету — відновлення історичної пам'яті нашого народу, подальший розвиток історичного жанру в українському образотворчому мистецтві та стимулювання художників на створення високохудожніх творів, що правдиво відображали б українську історію від найдавніших часів до сьогодення. У кожній виставці бере участь понад 150 митців, і Олександр Сердюк виступає не лише як експонент, а й член виставкового комітету.
Перша робота, представлена на виставці «Від Трипілля до сьогодення», має назву «Перші слобожани» (2006 рік). Організатори виставки поставили перед художниками нелегке завдання — висвітлити історичні етапи становлення української держави неупередженим оком, не через призму радянсько-імперської парадигми, а спираючись на історичні факти й архівні документи. До того ж, наставник і вчитель Віктор Гонтарів був надзвичайно вимогливим до своїх учнів у трактуванні того чи іншого історичного сюжету. Тому Олександр Сердюк для вирішення образу підготував переконливу джерельну базу. За даними істориків, Слобідська Україна як історико-географічна область постала у середині — другій половині XVII століття, коли почалися масові переселення козаків, селян, міщан. Як зазначав автор «Історії Слобідської України» Дмитро Багалій, першими слобожанами ставали колишні право- й лівобережні українці, які несли з собою культуру господарювання, управління, звичаї, ритуали й освіту. Величезний людський ресурс пішов на освоєння цих територій. Слобідські промисли були розмаїтими: рибальство, полювання, садівництво, тютюнництво, скотарство, бджільництво, винокуріння, млинарство, дьогтярство, селітроваріння тощо. Знелюднене «Дике поле» перетворили на квітучий розвинений край.
У картині продумано згруповані персонажі, правдиво передані їхні пози, жести, вдало підібрано типажі. Олександр Сердюк зобразив групу з 16 осіб, які під проводом козацького отамана Івана Каркача щойно прибули до берега річки Лопані, де заснували місто Харків. По центру композиції зображено священника, який освячує обрані для заселення землі. Поряд із ним очільник походу отримує від козака список населення, яке прибуло разом з ним. Усі інші персонажі зайняті звичною буденною роботою: жінка ліворуч за допомогою коромисла несе воду, щойно набрану з річки, інші жінки готують на вогнищі їжу, бджоляр порається біля вулика, козак припинає коней до дерева, сивочолий літній чоловік грає на колісній лірі, а група дітей слухають думи про славні подвиги козаків. Художник на картині відтворює знаряддя праці, предмети побуту, господарювання і культури українського народу: польові намети, вози та підводи, одяг, керамічні глеки тощо. Навіть скульптура скіфського божества відтворена в точності до зразків, що зберігаються в Харківському художньому музеї. У небі над мандрівниками літають лелеки — символ щастя і добробуту, звістка про вдалий вибір території для майбутнього поселення. Художникові вдалося майстерно зобразити ландшафт, правдиво передати стан природи. Кожна деталь у картині ретельно вивірена і несе важливе інформативне і смислове навантаження.
Робота виконувалася під пильним наглядом вчителя, спершу під час поїздки до с. Золоте Керченського району в Криму, на Азовському морі, куди разом з іншим студентом К. Аленінським вони потрапили влітку 2006 року, а потім допрацьовувалася вдома. Тривалі пошуки рішення принесли очікуваний результат. Твір видався виразним та переконливим.
Живописне панно «Булава Кирила Розумовського» створене в 2007 році. Художник відходить від академічного трактування сюжету з усім офіціозом зображення вищих посадових осіб тогочасної Російської імперії, намагається дійти до суті важливих історичних подій, оголює підводні камені, які крилися у придворному оточенні.
Третій твір Олександра Сердюка, експонований на вказаній виставці — «Дума про кобзарів» (2008). Це дипломна робота художника, над якою він працював більше двох років. Було створено серію ескізів та підготовчих картонів, окремі з яких стали самодостатніми завершеними творами («Кобзар», «Дума про кобзарів», 2006 рік). На всеукраїнському конкурсі дипломних робіт картину було відзначено Почесною срібною медаллю Академії мистецтв України.
Дві історичні картини Олександр Сердюк присвятив Тарасові Шевченку — це велике за форматом панно «Сон Тараса» (200х400 см, 2011 рік) та «Мені тринадцятий минало» (2011). На першій картині молодого поета зображено по центру композиції. Знесилений Шевченко, заснувши від утоми за робочим столом, бачить життя двох світів у протиставленні один одному. З одного боку — українські люди, які за важкою працею не мають часу підійняти голову й побачити небо, з іншого — світ імперських амбіцій, в якому солдати, наче живі іграшки, готові виконати будь-яку забаганку царедворців. Ми бачимо імператора Миколу І із дружиною Олександрою Федорівною, які вже невдовзі винесуть поету безжальний вирок: «… за створення обурливих та надзвичайно зухвалих віршів, як людину, наділену міцною статурою, направити рядовим в Оренбурзький окремий корпус, з правом вислуги, доручивши начальству мати найсуворіший нагляд, так, щоб від нього в жодному разі не могло виходити обурливих і пасквільних творів». 28 травня 1847 року Микола I, затвердивши цей вирок, додасть до нього: «Під найсуворіший нагляд та із забороною писати й малювати».
На картині «Мені тринадцятий минало» художник зображує Шевченка в образі маленького хлопчика, який, як у вірші, «пасе ягната за селом» і слухає кобзаря. Саме кобзарі були носіями української культури і правдивої історії, тільки від них сільські діти могли дізнатися правду про славетні подвиги козаків і боротьбу за свою державність, права і волі.

### Пейзаж
Як і багато інших українських пейзажистів, Олександр Сердюк бачить красу рідної природи не у її виняткових краєвидах, а у звичайних буденних мотивах, які кожна людина бачить щодня. Багато і плідно він працював над удосконаленням своєї професійної майстерності, оволодівав принципами пленеру, що допомогло йому передати не лише предметний світ природи, а й багатство її колористичного звучання.
Серед пейзажів художника — затишні куточки Харкова, околиці Черкаських Тишків, де протягом багатьох років проживав художник, село Бобрівник Зіньківського району Полтавської області, звідки походить його родина по батьківській лінії.
Ранні пейзажі витримані в традиціях академічного мистецтва. Про це свідчить не лише вибір об'єктів зображення, а й підкреслено романтичне трактування образів природи, традиційна побудова композиції з чітким розмежуванням трьох планів, умовність колориту. Поступово художник переборює ці впливи, все міцніше утверджується на позиціях авторського трактування мотиву, декоративного вирішення площини.
Уже в ранній, академічний період митець досяг високого рівня майстерності, про що свідчать, зокрема, такі його картини, як «Гуси» (2006), «Різдвяна неділя» (2006), «Теплий грудень» (2006), «У човні» (2007), «Зима» (2007), «Біленькі хати» (2009), «Засніжене село» (2009), «Мінлива хмарність» (2010), «Седнів. Вечір» (2010), «Повінь» (2011).
Картина «Біленькі хати» цікава передусім передачею сумовитого осіннього настрою, який художник пережив заодно з типовим краєвидом Харківщини. На картині зображено село. На другому та третьому планах видніються чепурні хатини. Картина виконана з дотриманням основних вимог академічного живопису. Композиція її вивірена, кольорова гама стримана, з перевагою зеленувато-коричневих та голубих тонів. Завдяки багатству кольорових градацій та точно знайденим тоновим відношенням художникові вдалося створити цільний образ рідної природи.
Оригінальне творче обличчя Олександра Сердюка остаточно вималювалося тоді, коли він поєднав своє ліричне ставлення до природи, правдиве відтворення мотиву із художньою фантазією та авторським трактуванням сюжету.
Пейзажі Олександра Сердюка зрілого періоду відзначаються розмаїтістю сюжетів і мотивів. Ми знаходимо серед них чимало творів із зображенням українського степу («Суха трава»), невеликих тихих річок та ставків («Гетьманський заповідник», «Над річкою», «Розлив», «Хмаринки»), краєвидів українських сіл («Седнів», «Седнів ввечері», «Край села», «Вечоріє», «Засніжене село»). Художник зображує природу в різні пори року: взимку («Знову зима», «Тепла земля», «Перший сніг», «Вечоріє», «Теплий грудень»), восени («Вечір», «Біленькі хати», «Над річкою»), влітку («У човні», «Човни», «Суха трава», «Чигирин»), весною («Портрет дерева», «У селі», «Стара вуличка»). Літні й весняні пейзажі приваблюють інтенсивністю яскравих кольорів та відтінків, пейзажі осені — задумливим, журливим настроєм, тонким поєднанням холодних і теплих відтінків м'яких тонів, зимові краєвиди — віртуозним відтворенням білизни снігу, свіжості повітря та прозорої блакиті неба.
Вигляд селянського двору, глуха вулиця провінційного містечка, тихий закуток передмістя — такими є сюжети багатьох живописних полотен Олександра Сердюка. Твори його сповнені поезії, глибокого ліризму. Природа стала для художника приводом для глибоких роздумів над сенсом життя, над оточуючою його реальною дійсністю, а не лише об'єктом естетичного замилування.
Одним із улюблених мотивів Олександра Сердюка є зображення рідного села Черкаські Тишки. У 2006 році художник написав пейзаж «Тече собі ріка», який для його творчості є особливо показовим. В основу сюжету покладено простий, на перший погляд нічим не примітний пейзажний мотив. На картині зображено околицю села, в якому проживав художник. Пізньої осені, після тривалих дощів, сільські пасовища заливало водою, і вся околиця перетворювалася на суцільне море. Звичайна буденна сцена, а скільки прихованої поезії побачив у ній художник, з якою майстерністю зумів він передати і посірілий сніг, і кришталево чисте повітря завдяки контрасту теплих коричневих і холодних сірих тонів, а головне — сповнити картину відповідним настроєм, без якого немислиме існування справжнього мистецького твору.
Схожий мотив лежить і в основі картини «Теплий грудень». У цьому творі перед нами звичайний слобожанський краєвид із залитими водою околицями Черкаських Тишків. Як бачимо, простий, буденний мотив, але піднесений до рівня глибокого поетичного образу. Картина вирішена в спокійній сріблясто-сірій кольоровій гамі, багатій тоновими відтінками, яка і об'єднує все зображене в цілісний художній образ. Основне в цьому творі — тонко відчутний і майстерно відтворений художником настрій, пов'язаний з осіннім затиханням природи.
Типовість і виняткова правдивість пейзажного образу досягається передусім засобами колориту й майстерністю світло-тіньової розробки. Картина відзначається бездоганністю в передачі тонових відношень. Звертає увагу продумане поєднання детально виписаних предметів переднього плану з узагальнено поданим другим планом, яке посилює відчуття просторовості, повітряності пейзажу. Все це, разом взяте, привело до створення цільного й глибоко емоційного образу рідної природи.
В 2017 році Олександр Сердюк здійснив подорож до Кіпру, яка дала йому новий матеріал для творчості. З-під пензля майстра з'являється ряд картин, що відтворюють природу далеких південно-східних країв: «Монастир Айя-Напа», «Колись тут було місто», «Апельсинове дерево», «Дощова хмара», «З життя помаранчевого дерева», «Оливкове дерево», «Стара вуличка», «У старому місті», «Церква Святого Лазаря». Екзотична, незвична природа збагатила палітру художника, яка стала значно яскравішою, соковитішою. Удосконалюється його живописна майстерність.
У природі художник береже реальність зображення з увагою до кольорового багатства, продуманості композиційної структури, із зануреністю в поетичну настроєвість мотиву. Велику увагу звертає на освітлення та його контрасти з тінню, що породжує інтенсивне відчуття динамічного життя природи. Небу приділяє особливу увагу, передає мінливість атмосферного стану та особливу експресію стихії.
Пейзажі Олександра Сердюка відзначаються чіткою розробкою форми, правдивістю у передачі її стану, колористичною та технічною вивершеністю. Глибоке відчуття природи, уміння помітити й віртуозно передати найтонші нюанси її кольорових і тонових відтінків, неабиякий дар живописного синтезу дали змогу створити чимало високохудожніх творів пейзажного жанру. Все на полотнах митця сповнене поезії, зігріте теплим ліричним почуттям.

### Натюрморт
Натюрморти Олександра Сердюка будуються не на сюжетній основі, а навпаки, на її ігноруванні. Особлива атмосфера натюрморту, його одухотвореність — це одухотвореність світу в його поетичному сприйнятті, і вона не потребує доказів, спеціально акцентованих подіями. Саме тому для Олександра Сердюка внести в натюрморт осмисленість означає не розгорнути в ньому сюжет, а побачити загальні закони гармонії, які надають всьому самостійної цінності. Натюрморти митця відповідають цій важливій умові жанру. Зображене в них наділене власною цінністю, предмети живуть своїм самостійним життям. Прояви зовнішнього руху, що оживлені натяком на людську присутність, майже повністю відсутні, зате досить відчутна внутрішня динаміка, виражена у взаємодії зображених і опоетизованих художником речей матеріального світу. Показовим у цьому сенсі є натюрморт «Вихідний» (2008). Ми бачимо атрибути художника — палітру і мольберт. Перед ними синій стілець, на якому художник майстерно зобразив яблуко. Тонкий натяк художника на яблуко спокуси. Художник піддається цій спокусі, знімає капелюха, вішає його на мольберт і йде відпочивати. Сьогодні у нього вихідний.
Слід відзначити високий художній рівень натюрмортів Олександра Сердюка. Художник вміло вирішує в них досить складні живописні завдання, пов'язані з передачею глибини простору, наповненості його повітрям, світлом, причому, світлом не лише природнім, а й штучним. Воно відіграє не тільки важливу композиційну роль, а й бере активну участь у створенні відповідного емоційного настрою. Поетизуючи предмети матеріального світу, художник утверджує тим самим красу й цінність самого життя.
У жанрі натюрморту для Олександра Сердюка улюбленим є мотив груші. Їх ми бачимо у картинах «Старі глеки», «Ще не вечір», «Глечики», «Венера», «Гасова лампа» та багатьох інших. Пливкість ліній зображених рукотворних предметів поряд із ритмічним чергуванням кольорових площин, гармонію барв і відтінків, композиційна вивіреність надають його натюрмортам урочистого звучання.

### Сюжетна картина
Сюжетні картини Олександра Сердюка переважно однофігурні. У них художник піднімає важливі проблеми людського буття, виступає в ролі вдумливого філософа. Увагу художника привертають як буденні побутові мотиви (як у картині «Без назви», де він зобразив українську жінку з таріллю груш, «Мрія», «Дзеркальце»), так і складні узагальнені поняття (як «Материнство», «Почуття», «У метушні», «Люди» та інші). Манера виконання творів цього циклу змінювалася від реалістичного трактування образу до узагальнено-формалізованого вирішення композиції.
У картині «Юність» (2012 рік) художник зображує буденний мотив відпочинку молодої жінки на природі у сонячний літній день, проте надає йому поетичного піднесеного звучання. У затінку під деревом розкинута біла ковдра, на яку присіла відпочити юна чорноволоса красуня. Вітер розвіває її довге волосся. Впевнений погляд спрямований у майбутнє. Здавалося би, відпочинок — це спокій. А в цій роботі все сповнене динаміки: діагонально побудована фігура, швидкий політ пташки у верхньому правому куті, довгі енергійні мазки пензля, якими автор виписує траву і квіти. Теплий колорит із домінуючим коричневим в розбілах і тональних відтінках підкреслюється яскравим акцентом червоної стрічки на солом'яному капелюсі юнки. Так з волі автора буденний мотив набуває життєствердного характеру.
Сповнений любові, ніжності і турботи твір «Материнство» Олександра Сердюка (2013). Для вирішення такого відповідального задуму художник обирає момент купання маленького хлопчика матір'ю в погожий літній день. Не душ і не ванна зображені на полотні, а велика сільська купіль, яку використовують для різних побутових потреб. Глек із водою, яблуня, з якої вже падають достиглі плоди, простий робочий одяг босоногої селянки — ось ті прості речі, в яких художник черпає натхнення і бачить справжню красу.
Над швидкоплинністю людського життя художник роздумує в картині «Старий майстер» (2010). Літній чоловік знаходиться у своїй художній майстерні, наповненій мистецькими атрибутами. Бачимо погруддя давньогрецької богині, жіночий торс, фрагмент іонічної колони, мольберт, палітру тощо. Сперся старий художник на ослін, підпер голову рукою та й зловив себе на думці, як же непомітно пролетів час. Лиш маленька пташка на колоні нагадала, що життя продовжується, його картини будуть жити, плин мистецтва не зупинити.
Надзвичайної виразності вдалося досягти Олександру Сердюкові в картині «У метушні» (2019). Це власний психологічний портрет майстра. Поглянувши на роботу, мимоволі на думку спадають рядки Шевченка: «І день іде, і ніч іде. І голову схопивши в руки, дивуєшся, чому не йде Апостол правди і науки!». Художник зобразив себе у профіль сидячим на стільці, зі схиленою донизу головою. Він охопив її руками немов у приступі страшного болю. Проте, це не фізичний біль, а духовний, це навала думок про марноту марнот, це момент усвідомлення людського гріха, що неодмінно тягне за собою катастрофічні наслідки. Власне тому на полотні бачимо нагромадження кольорових плям, мазків, переплетення фарбових шарів, потьоки. Тіло художника помережане графічними рисками, нанесеними зворотнім кінцем пензля, ніби посічене ножем. Але не варто сприймати твір таким песимістичним, бо голова і руки виписані делікатно, гладко, лесуванням. Такий контраст технічних прийомів підкреслює виразність образу, переконливість думки. Образ звучить крещендо, на повний голос, потужно.
Усі картини Олександра Сердюка сюжетного жанру переконливі, довершені. Вони свідчать про гострий розум, непересічну ерудованість, знання психології, філософський підхід до розв'язання одвічних питань людського буття.

### Ню
Оголені Олександра Сердюка спонукають глядача насолоджуватися природною красою жіночого тіла. Авторові вдається вирішити складне живописне завдання — уникнувши відчуття хтивості й еротизму, піднести й опоетизувати оголений жіночий образ. В альбомі представлено вісім робіт цього жанру різних періодів — від реалістично трактованих академічних натурних постановок («Оголена», «Позуюча оголена») до узагальнених жіночих образів, наповнених символічним змістом («Підглядання за музою», «Єва», «Мрії», «Дівчина з котом», «Оголені», «Насолода»).
На картині «Єва» зображено момент здійснення перворідного гріха. Перша земна жінка ослухалася Божої заповіді і скуштувала плід із забороненого дерева пізнання. Трагізм, спустошення і розчарування в її погляді. Знесилено опускається вона землю і спирається на дерево, рука із надкушеним плодом спадає донизу. Не на таке розраховувала молода красуня — прийшло розуміння, що вона здійснила страшний гріх, який будуть спокутувати усі її нащадки.
Картина наповнена психологізмом і напругою. Жіноче тіло виступає не просто об'єктом замилування і естетичної насолоди, а засобом вираження емоційного стану особи. Її поза, жест, міміка свідчать про здивованість і розчарування. Формальне вирішення живописної площини вивірене і продумане. Низька точка зору надає образові монументальності і значимості. Діагонально побудована композиція дає відчуття внутрішньої динаміки. Велика темна маса дерева врівноважується наповненим світлом, розгорнутим в глибину зображенням подолу. Колорит картини теплий, домінуючий тілесно-бежевий доповнюється багатими відтінками коричневого, червоного і контрастує з локальними плямами зелені листя.
Картина «Дівчина з котом» має декоративний характер. Усе в ній спрямовано на формальне вирішення образу. Побудовану по діагоналі фігуру оголеної художник врівноважує зображенням кота біля її ніг, таким чином утворюючи пірамідальний тип композиції. Жіночу фігуру відділяє від глухого чорного тла вертикально спадаюча масивними складками синя драперія. Вихоплена з темряви яскравим світлом частина підлоги замикає композицію. Розроблена Караваджо техніка к'яроскуро набуває у творі Олександра Сердюка нового звучання. Він не плавно за допомогою світло-тіньового моделювання виліплює форму на темному фоні, а чітко спрямованим світловим потоком різко вихоплює з темряви цілісний силует оголеної і кота, тим самим загострюючи та підкреслюючи контраст просторових елементів. Для розширення простору картини в глибину та збалансування кольорового вирішення в композицію вводиться зображення драперії на задньому плані. Таким чином художникові вдається виконати переконливий твір високої живописної культури.
Один з найвиразніших образів Олександра Сердюка з циклу оголених має назву «Насолода» (2017). Усе в цьому творі наповнене естетикою кольору і форми. Пластика ніжного жіночого тіла, граційні вигини й опуклості фігури, соковито виписані груші на передньому плані, живописні квіти біля ніг лежачої, гарячі спалахи червоних плям, фіолетові, ультрамаринові акценти — кожен елемент композиції віртуозно виконаний майстром для досягнення естетичної насолоди від картини. Гра з сенсами притаманна усім роботам художника цього циклу. Він ставить перед глядачем питання: «У чому саме кожен знайде для себе насолоду?». Для когось це стиглі фрукти, для іншого — кохання.

### Сучасна архаїка
Період інтенсивних пошуків власних висловлювань Олександра Сердюка знайшов своє вирішення у циклі робіт «Сучасна архаїка». Почавши розробляти названу тему в 2018 році, продовжує працювати над нею дотепер. В основі вирішення живописного твору художник відштовхується від принципів і засад, закладених у середньовічному сакральному стінописі та розписах епохи Проторенесансу. В роботах художника площина полотна втрачає свою матеріальність і за рахунок фактурності і багатошаровості олійної фарби із застосуванням шпателів, мастихіну та пензлів ніби перетворюється на середньовічну фреску. Переважають багатофігурні композиції із деперсоналізованими узагальненими образами, в яких розробляються вічні теми пошуку істини та основ людського буття. Концепція створення циклу «Сучасна архаїка» полягає в еклектичному поєднанні кількох часово-просторових явищ, які в сукупності дають і сюжетність, і декоративність, і метафоричність, що досягається цілеспрямованим деформуванням реальності. Таким чином художникові вдається вкласти дух монументальності у станкові роботи.
Художник виробляє власну мистецьку систему світобачення, «абетку» авторської пластичної мови. Відмовляється від зображення тривимірності на користь площинної живописної виразності. Намагається у кожному сюжеті вичленити універсальний ритм матерії, її метамови, зосередитися на проявленні відправного моменту творення «речевості». У роботах цієї серії проявляється дух експериментатора, намагання винайти «чисту мову» живописної та пластичної форми поєднує художника з пошуками європейського мистецтва.
«Апельсинове дерево» — перший твір із цього циклу (76х102 см, 2018). Роботу виконано під час туристичної поїздки до Кіпру, експоновано на персональній виставці «Transfer» у київській галереї «Триптих Арт». Полотно вирішено у невластивій попередньому періоду творчості манері. У цій роботі простір стає ще більш умовним. Вже не йдеться про вирішення академічних задач. Увага зосереджується на експресії, кольорі і динаміці композиції. Об'єми трактуються умовно і не виходять з площини, середовище всередині полотна стає самостійним. Манера виконання перегукується з римським стінописом в умовах сучасного світу.
Під час живописного пленеру «Мистецькими шляхами Пінзеля» у 2020 році художник виконав експериментальний твір «Голова Ангела». За основу взято реальний артефакт — фрагмент дерев'яної скульптури Йогана-Георга Пінзеля, від якої збереглася лиш голова. За побудовою художник реалістично відтворює портретні риси ангела, проте у своєму живописі він не прагне до фіксації історичного факту чи зображення пластики обличчя, а переслідує цілі формально-живописні, акцентує увагу на кольорі, динаміці композиції та нових технічних прийомах. Широкий мазок, точковий удар пензля поєднується із вільним накладанням фарбових потьоків та чітко окреслених контурів.
У 2021 році виконано твір «Війна за незалежність. Доба перемир'я» (полотно, олія, 150х100 см). Його створено для виставки «АТО-ООС очима сучасних художників», організованої Харківською організацією Національної спілки художників України та харківським клубом «Генерал». Виставка експонувалася з 1 по 10 жовтня 2021 році у Центрі сучасного мистецтва «ЄрміловЦентр» Харківського національного університету імені В. Н. Каразіна. Понад 50 художників Харківщини представили близько 150 творів. У роботі Олександра Сердюка підіймається тема умовності і крихкості домовленостей про перемир'я із підступним ворогом. На картині зображено трагічний момент: група українських воїнів стоїть біля тіла вбитого побратима, священник на колінах молиться за загиблим, а поряд — група напівпрозорих постатей. Це душі загиблих мирних жителів у кривавій війні. На другому плані бачимо типовий краєвид зони військового зіткнення — спалахи від вибухів, колючий дріт, падаючі з неба міни. Незважаючи на домовленості, ворог стріляє, гинуть люди.
Художникові вдалося передати на полотні відчуття надзвичайної напруги, великої трагедії, яка вже тоді відбувалася на сході України. Роботу було створено в 2021 році — тоді до повномасштабної війни лишалося кілька місяців. Розуміння того, що на локальному конфлікті все не завершиться, вже відчувалося. Кураторами проєкту для учасників виставки була організована поїздка до так званої «сірої зони» конфлікту на Донеччині. Олександр Сердюк разом із іншими художниками відвідав Слов'янськ, Бахмут і доїхав до контрольно-пропускного пункту «Мар'їнка ІІ» — кінцевої точки підконтрольної Україні території, куди був відкритий доступ мирним жителям. Цей досвід дав реальне розуміння усієї серйозності і небезпеки війни. Почувши у новинах звістку про загибель українського воїна під час перемир'я, художник остаточно визначився із сюжетом картини. Так виник надзвичайно виразний і проникливий твір про війну в Україні.
За словами мистецтвознавця Олега Коваля, виставка «АТО-ООС очима сучасних митців» продемонструвала «можливості традиційної образотворчої мови в намаганні висловити національну ідею, передати узагальнений та конкретизований образ захисника вітчизни, пов'язати цей образ з питаннями національної ідентичності й загострити національну саморефлексію навколо ментальної та чуттєвої ідентифікації українців».
Один з найтрагічніших образів Олександра Сердюка з циклу «Сучасна архаїка» має назву «У мене немає дому». Це полотно 140х110 см, написане олійними фарбами під впливом кривавих подій розв'язаної путінською Росією війни в Україні. Художник максимально абстрагує зображення, відходить від реалістичного прописування деталей, щоб не нав'язувати глядачеві власного трактування сюжету, дає можливість кожному самостійно осмислити зображення на полотні, спираючись на власний життєвий досвід та асоціації. Адже кожен українець по-своєму пережив і далі переживає усі жахіття кривавої війни, у ході трагічно загинули десятки тисяч громадян.
На перший погляд, сюжет картини доволі лаконічний і простий: на яскравому кольоровому тлі по центру композиції зображено сидячу чоловічу постать з опущеними донизу руками. При більш пильному розгляді деталей проступають сенси, робота наповнюється драматизмом і напруженням. Ключем до трактування сюжету є невеличке зображення літака-винищувача у верхній частині композиції, який скидає бомби на палаюче місто. Багряні оранжево-червоні плями на другому плані — це ніщо інше, як полум'я від вибухів, це задимлені руїни і згарища квітучого міста. А центральна постать — це вже не чоловік у плоті, а лиш його тінь, те, що від нього залишилося, від його життя і долі. Художник прагне до узагальнення образу. Він не прописує риси обличчя, ледь помітними тональними переходами робить натяк на очні впадини, відтіняє підборіддя і шию, однією лінією окреслює деталі одягу, залишає дещо розмитим загальний контур фігури. Митець у своєму творі ніби знімає шкіру з оточуючої його матеріальної дійсності, усього того світу, який руйнується на очах. Стираються межі предметів, зникає фокус зображуваного, лишається лиш натяк на урбаністичний пейзаж.
Це твір не про конкретну особистість, не про конкретне місто, зруйноване кривавим ворогом. Це узагальнюючий образ палаючої у вогні України, образ тисяч перерваних доль і зруйнованих сімей, мрій і сподівань. Саме тому художник намагається розчинити окремі форми в єдиній просторовій структурі. Окремі предмети ніби просвічуються або накладаються один на одного. У такий спосіб митцеві вдається досягнути єдності образу з простором. Активний, пульсуючий оранжевий колір у поєднанні із чорним та фіолетовим тоном імпрематури точно передає відчуття вогню і диму. Ритмічне чергування кольорових площин, гармонія барв і відтінків створюють емоційну напругу та надають твору драматичного чи навіть трагічного звучання.
Художник так описує історію виникнення цього твору: «Я виїхав із сім'єю з Харкова 24 лютого. У місті лишилося багато друзів, близьких, членів родини. Батьки ще протягом місяця залишалися на Салтівці (район Харкова, який протягом тривалого часу зазнавав бомбардування з боку російських військ і нині майже повністю зруйнований окупантами — І. Б.). Уявляти, що в будь-який момент їх може просто не стати, було нестерпно. У голові був тягар думок, на душі — моральний розпач. Єдиним порятунком стала творчість. Лишалося лиш виплеснути на полотно усі ті емоції, які було вже неможливо втримати у собі». Так народився актуальний твір сучасного українського живопису.
У тому ж руслі виконано твір «Війна прийшла до хати» (2022). Це полотно, форматом 200х150 см, створено на сьомому місяці війни. Художник працює у Львові, війна тим часом знищує міста України по всій її території. Харків зазнає ракетних ударів, внаслідок яких гинуть мирні жителі, нищаться історичні пам'ятки, стирається все з лиця землі. На передньому плані п'ять фігур: вагітна жінка, дівчина із прикритим рукою обличчям, жінка з дитиною, закутані в ковдру, та чоловік, що схилив голову у зневірі. Це мирні жителі, які зазнають страшних випробувань. Щодня до їхніх осель прилітають ворожі міни, бомби і ракети. Вони не встигають реагувати на сигнали повітряної тривоги, адже через близькість до кордону прильоти стаються швидше, аніж вмикається сирена. Ніхто не знає, чи прокинеться він наступного ранку. На очах у всього цивілізованого світу у ХХІ столітті розгортається жахлива трагедія.
Фон картини трактовано умовно. Ми бачимо нагромадження плям, які лиш віддалено нагадують міську забудову. Червоною лінією прокреслено абриси окремих будинків. Але вони пусті. Стіни не промальовані, адже цих будинків вже існує, все змінилося. Вони знищені ворогом. Це лиш спогад про колись квітуче місто. Про те, що дія відбувається в Харкові, свідчить абрис альтанки «Дзеркальний струмінь», одного із сучасних символів міста. Увінчує композицію постать пролітаючого в небі янгола, який в розпачі закриває обличчя руками.
Цикл «Сучасна архаїка» — це панорама сучасності, життя на перехресті часів, доль, настроїв, в якій втілено пошуки оновлення чи доповнення пластичних формул, колористичних рішень. Художник розробляє новий для себе тип картини, якій притаманна широкоформатність, великі можливості втілення образу. Митець майстерно володіє інтонаціями, акцентами та нюансами, спрямованими до гармонії. У просторовій побудові картин важливу роль відводиться імпульсу, ритму, ритмізованому чергуванню площин.
У творчому пошуку Олександр Сердюк йде від складних композиційних схем до простих і лаконічних рішень. Краса малярської форми стала для нього джерелом вишуканої естетики, наповненої асоціативним змістом. Суттєву роль відіграють кольорові плями, їх компонування та пластичне вирішення. У творах є певне поле, яке залишено для співучасті — домислювання сюжету глядачем.

## Публікації
Перелік основних публікацій про творчість за роками.
2003
- Всеукраїнська художня виставка «Мальовнича Україна». Л.: ЛОНСХУ, 2003. С.4.
- Олександр Михайлович Сердюк // Художники Харківщини / гол. ред. В. І. Ковтун.  Харків: ХОНСХУ, 2003. С. 176.

2006
- Соколюк Л. Гонтарів і гонтарята: школа майстра / Л. Соколюк // Музейний провулок. № 2 (6) 2006. Київ: НХМУ, 2006. С.142 — 147.
- Україна від Трипілля до сьогодення в образах сучасних художників / вступ. ст. В. Чепелик, О. Мельник. Київ: НСХУ, 2006. С.44.
- Хрещення Гонтарівим: Олександр Сердюк // Образотворче мистецтво. № 3. 2006. Київ: НСХУ, ОМ, 2006. С.100–101.

2007
- Коваль О. Дві живописні інтенції на тему простору і часу // Каталог виставки «Кость Аленінський. Олександр Сердюк». Київ: Галерея 36, КОНЮХУ, 2007. С. 2, 9–15.

- О. Сердюк «Пейзаж» // Fine Art. № 1, 2007. С.111.
- ХДАДМ МЖ / вступ. ст. О. Коваль. Харків: МБФ О. Фельдмана, галерея АВЕК, 2007. С. 25.

2008
- Україна від Трипілля до сьогодення в образах сучасних художників / вступ. ст. В. Чепелик, О. Мельник. Київ: НСХУ, 2008. С. 94.
- Харківщина мистецька / гол. ред. В. І. Ковтун. Харків: ХОНСХУ, 2008. С. 318.

2009
- Сердюк О. М. Так бачу себе / О. Сердюк // Образотворче мистецтво. № 2. 2009. С.111

2010
- Всеукраїнська триєнале живопису. Київ: НСХУ, 2010. С. 36.
- Всеукраїнська художня виставка «Мальовнича Україна». Київ: Промінь, 2010. С. 10.
- Нестеренко П. Насторожі історичної достовірності / П. Нестеренко // Образотворче мистецтво. № 4. 2009 — № 1 2010. С.127–129.
- Портрет народного художника України В. М. Гонтаріва // Образотворче мистецтво. № 2/3 2010. С. 57.
- Україна від Трипілля до сьогодення в образах сучасних художників / вступ. ст. В. Чепелик, О. Мельник. Київ: НСХУ, 2010. С.132

2012
- Breeze blowing through the birch forest. Tainan: 2012. P. 119—146.
- Young art Taipei: Taipei contemporary hotel art fair. Taipei: 2012. P. 66–67.
- Брит О. Збратані єдиною смугою / О. Брит // Образотворче мистецтво. № 1/2. 2012. С.68–71.
- Маричевська О. Від Трипілля до сьогодення / О. Маричевська // Артанія. Кн. 26, число 1, 2012. С. 40–41.

2013
- Всеукраїнська триєнале живопису. К.: НСХУ, 2013. С. 133.
- Історія Української Культури / гол. ред. Патон Б. Є., Т 5. кн.4. Київ: Наукова думка, 2013. С. 548, 573.
- Шляхами Васильківського: погляд через століття / вступ. ст. О. Й. Денисенко. Харків: ХОНСХУ, ЧОНСХУ, НІКЗ «Чигирин», 2013. С. 2.